# Escudo de Formosa
El escudo de la provincia de Formosa es el símbolo que representa a dicha provincia de la República Argentina, fue creado oficialmente el 29 de junio de 1958.

## Historia
Por ley n.º 1, el 2 de junio de 1958 se dispuso la creación de una Comisión Mixta que a través de un concurso, seleccione los mejores anteproyectos de diseño del futuro Escudo de Armas de la Provincia; y luego remitirlos al Poder Ejecutivo.
El concurso fue adjudicado al señor Juan Enrique Bejarano, y por Ley N.º 69, del 29 de junio, promulgada por Decreto N.º 741/59, se sancionó:

Artículo1º. Declárase escudo oficial de la Provincia de Formosa el aprobado como resultado del concurso autorizado por el artículo 28 de la Ley Nº 1.

Artículo 2º. Dicho escudo tiene la forma y atributos siguientes: campo poligonal irregular de ocho lados dividido en dos cuarteles: el superior con color azul y el inferior de color blanco; debajo de la línea divisoria, en el cuartel blanco, dos vigorosas manos entrelazadas, simbolizando la unión de todos sus hijos. En el cuartel azul un capullo de algodón símbolo de un porvenir productivo e industrial, coronado por nueve estrellas dispuestas simétricamente, representando los departamentos Provinciales. En lo alto un sol naciente con rayos en disposición de engranaje simbolizando la nueva provincia y en la parte inferior dos ramas de laurel.

Artículo 4º. El original de este escudo se conservará como patrón en el Archivo General de la Provincia con la ley de su creación al dorso y la firma del autor y de los legisladores que intervinieron en su sanción.

El Departamento de Patrimonio Histórico Provincial aclaró la interpretación que en relación con las estrellas hiciera la Comisión Seleccionadora. Según el dibujo original, no tenían cinco puntas sino cuatro e igual número de rayas cada una que, posiblemente, el autor interpretó como reflejos, por lo que quedaron registradas en las impresiones del Escudo como constan en el original del autor. Este no definió los colores de los laureles, ni de los antebrazos y manos, que después fueron impresos.

## Características

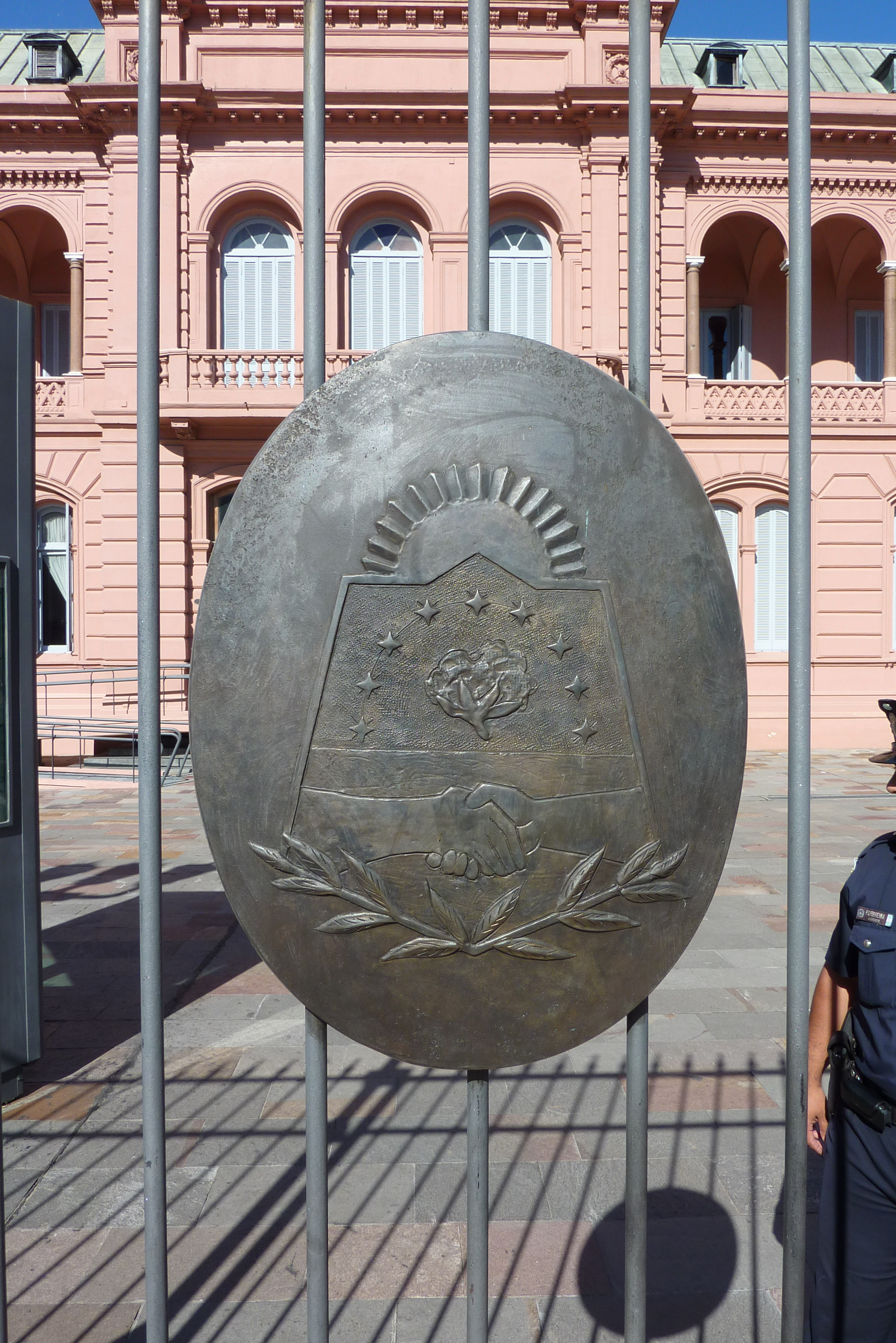
Escudo de la Provincia en uno de los accesos a la Casa Rosada

Tiene forma de un polígono irregular simétrico de ocho lados con un filete dorado de borde. La parte superior es celeste, mientras que la inferior blanco. En la parte inferior dos manos estrechadas y en la parte superior un capullo de algodón rodeado por nueve estrellas centras en forma de arco. Un sol naciente con forma de engranaje industrial de color dorado en la parte superior y en la inferior dos ramas de laurel en cada lado.

## Curiosidades
El autor del escudo había dibujado dos manos izquierdas en vez de dos manos derechas, como es tradicional, por lo que la Comisión Seleccionadora le solicitó que las rectificara, recomendándole mantener la rusticidad con que fueron ilustradas las manos que incluyó en su trabajo, pidiéndole además hacer más visibles las estrellas.
De este modo, el escudo quedó configurado como se lo ve actualmente.